# Стрела-3 (переносной зенитно-ракетный комплекс)
Стрела-3 (индекс ГРАУ — 9К34, по классификации МО США и НАТО — SA-14 Gremlin (рус. Гремлин)) — советский переносной зенитно-ракетный комплекс, модернизация «Стрелы-2». Использовала ракеты 9М36 с новой инфракрасной головкой самонаведения и коническим сканированием фазомодулированным сигналом, что обеспечивает повышенную устойчивость к радиопомехам и улучшенную работу по селекции ложных целей, работу по быстроманеврирующим быстролетящим целям. Главное отличие от «Стрела-2», наличие охлаждаемой ГСН, что позволило применять ракету при наличии осадков и на фоне естественных помех.

## Разработка
Задействованные структуры:
- Головка самонаведения — КБ киевского завода «Арсенал» МОП (главный конструктор ИК-головки самонаведения — И. Н. Полосин).[2]

## Постановка на вооружение
На вооружении ВС СССР с января 1974 года, но фактически стала массово поступать на вооружение в войска в конце 1985 года, на Западе долгое время не знали, что ракета 9М36 имеет ИК ГСН как у предшествующих моделей и долгое время полагали, что «Стрела-3» — это аналог британского «Джавелина» с полуактивным лазерным наведением. Впоследствии была заменена на ПЗРК «Игла» (9К38).

## Операторы
«Стрела-3» экспортировалась в более чем 30 стран мира.
- Грузия — некоторое количество, по состоянию на 2017 год[4]